# Rue Gambetta (Reims)
La rue Gambetta, anciennement rue Neuve, est une voie de la commune de Reims, située dans le département de la Marne, en région grand Est. Elle est une partie constitutive de "La "Voie des Sacres"

## Situation et accès
Débutant au croisement de la rue de Venise et de la rue Chanzy, elle aboutit rue du Grand-Cerf.
La voie est à sens unique avec un couloir de bus à contre sens.
La rue Gambetta est une partie de "La "Voie des Sacres" qui était le parcours empruntée par les futurs Rois de France pour aller se faire couronner à la cathédrale de Reims? Cette voie et donc la rue Gambetta est équipée en lampadaires bleutés pour jalonner le chemin à parcourir entre la basilique Saint-Remi de Reims et la cathédrale Notre-Dame de Reims.

## Origine du nom
Elle doit son nom actuel à Léon Gambetta (1838-1882), homme politique, membre du gouvernement de la défense nationale en 1870, président du Conseil.

## Historique
Elle a porté le nom de rue Neuve avant d'en changer en 1884 par délibération municipale en date du 15 janvier 1883.

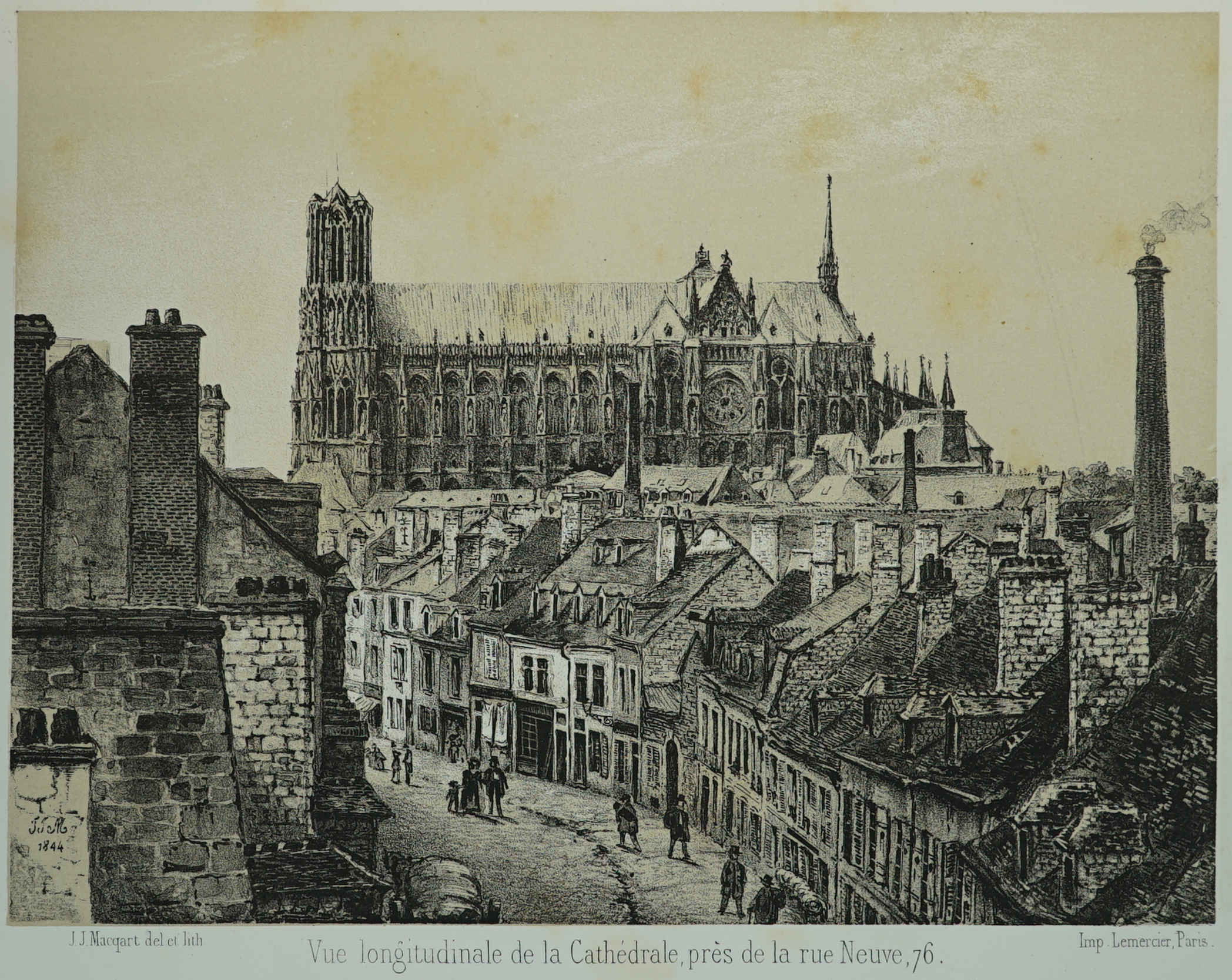
En 1845 la Rue Neuve,
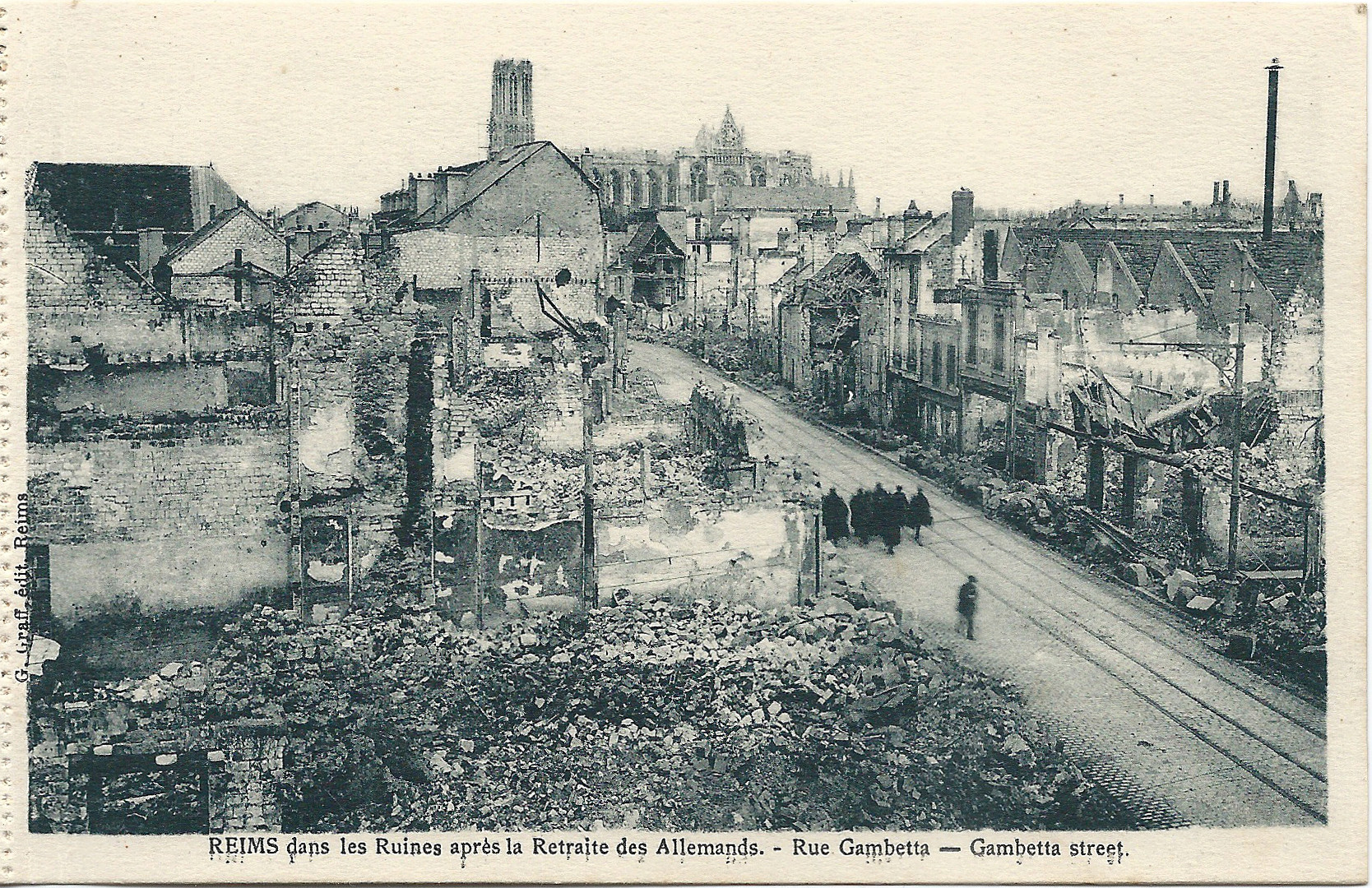
La rue Gambetta au sortir de la Première Guerre mondiale.

## Bâtiments remarquables et lieux de mémoire

### Lieu de naissance
- Ernest Kalas au 23[1]
- Comtesse de Loynes est né au 58[1]
- Jean-Baptiste Langlet au 73
- Auguste Coutin au 154 jusqu'en 1914[1]

### Mémorial
Face au parking Herduin inauguré par "Adeline HAZAN étant maire le 11 novembre 2008" :
- A la mémoire du S-Lt du 147ème R.I Pierre MILLANT nè à Ambazac fusillé le 11 juin 1916 à Fleury (Meuse) réhabilité en 1926
- A la mémoire du S-Lt du 374ème R.I Henry HERDUIN nè à Reims fusillé le 11 juin 1916 à Fleury (Meuse) réhabilité en 1921

### Bâtiments remarquables
- Les Clarisses ou Cordelières de Reims occupaient, depuis le XIIIe siècle, un monastère situé à l'angle de la rue du Jard et de la rue Gambetta.
- Au n°17 : rare immeuble rémois à ossature métallique, revêtu de stuc, construit pour son usage personnel par l’industriel Eugène Pigneux. Il présente l’ancien alignement des façades sur la rue, élargie à la Reconstruction de la ville. Il est repris comme éléments de patrimoine d’intérêt local local[3] ;
- Au n°20 : Conservatoire à rayonnement régional de Reims précédé de la La maison du Bon Pasteur de Reims;
- Au n°23 : maisons Issue du courant balnéaire, elle est la seule œuvre à Reims après 1918 du grand architecte Ernest Kalas (1861-1928), fondateur de l’Union Rémoise des Arts Décoratifs. Il est repris comme éléments de patrimoine d’intérêt local[3] ;
- Fonds régional d'art contemporain de Champagne-Ardenne ;
- Collège des Jésuites de Reims ;
- Église Saint-Maurice de Reims.

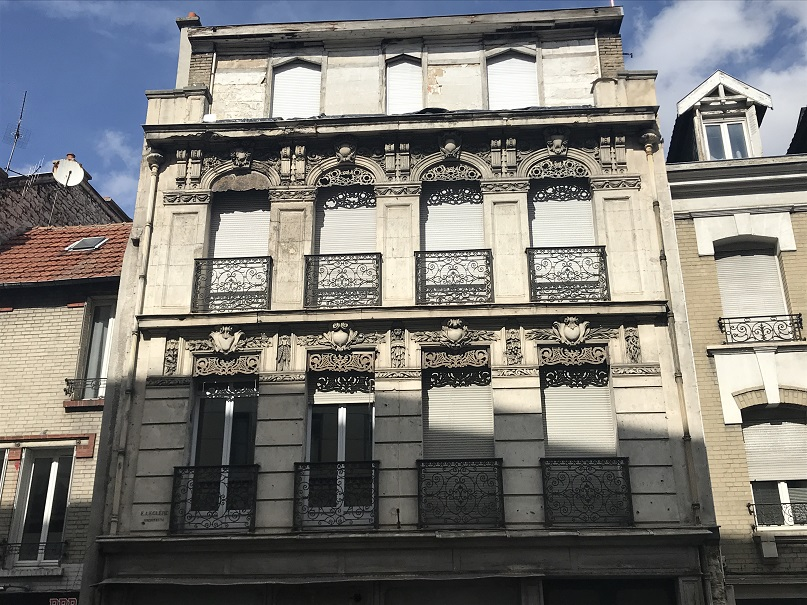
n°17 rue Gambetta,
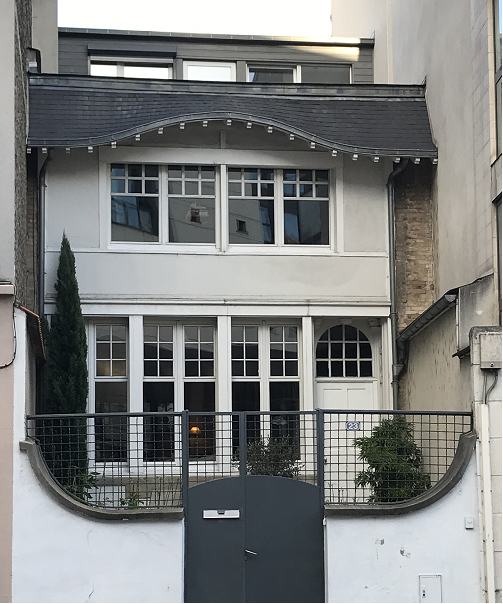
n°23 rue Gambetta,
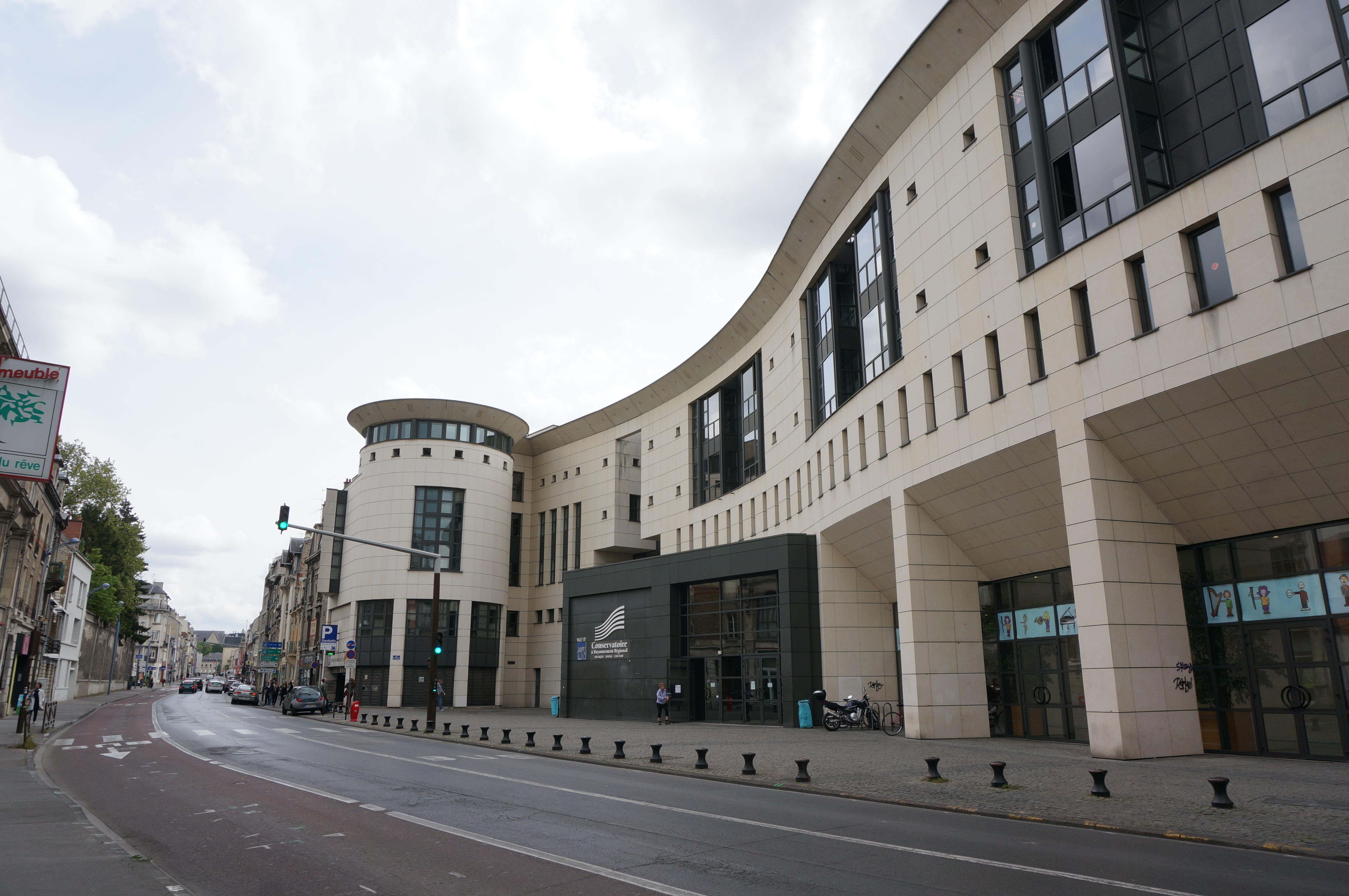
Conservatoire à rayonnement régional de Reims,
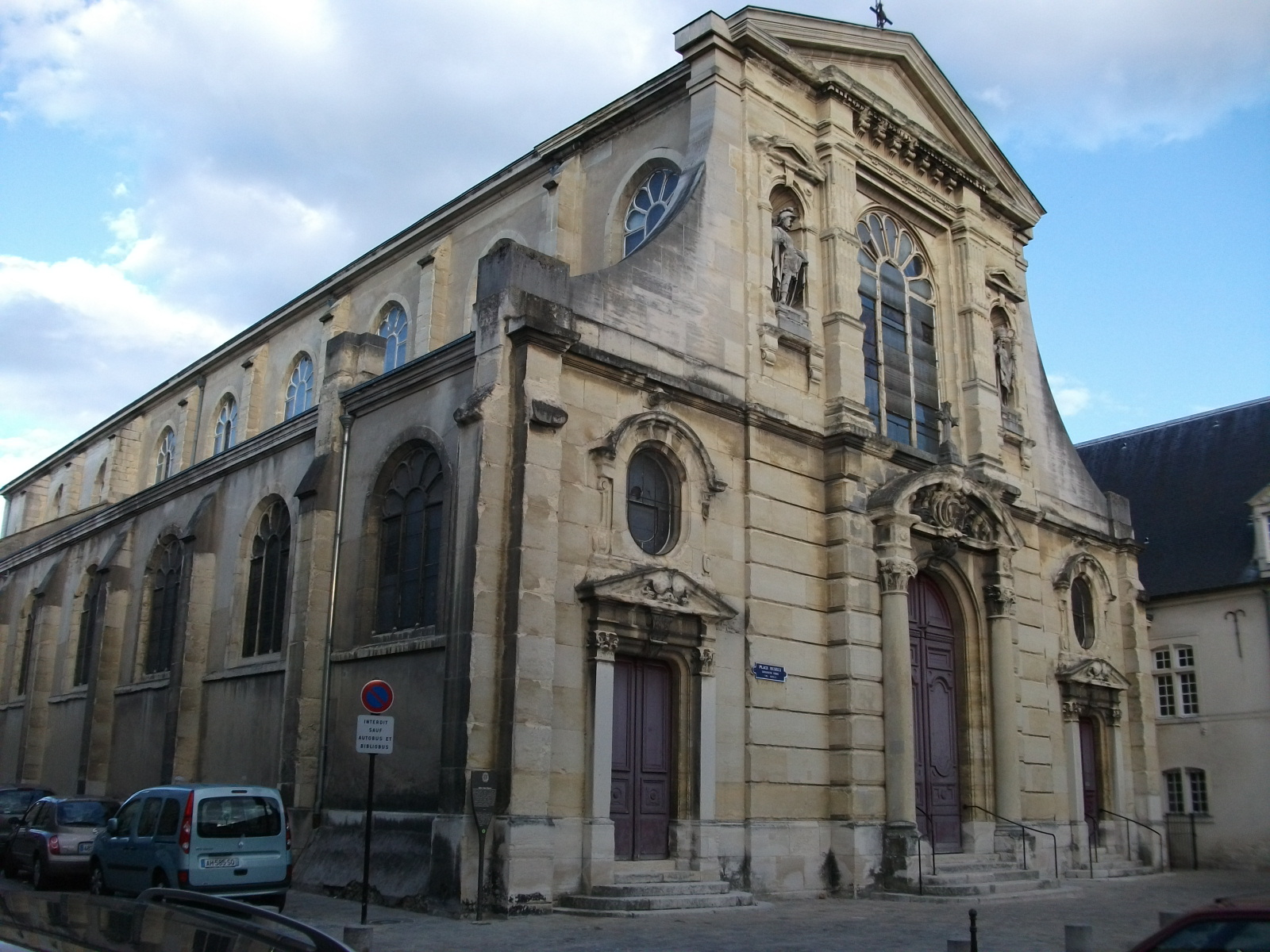
Façade de l'église saint-Maurice de Reims, l'entrée est place Museux,
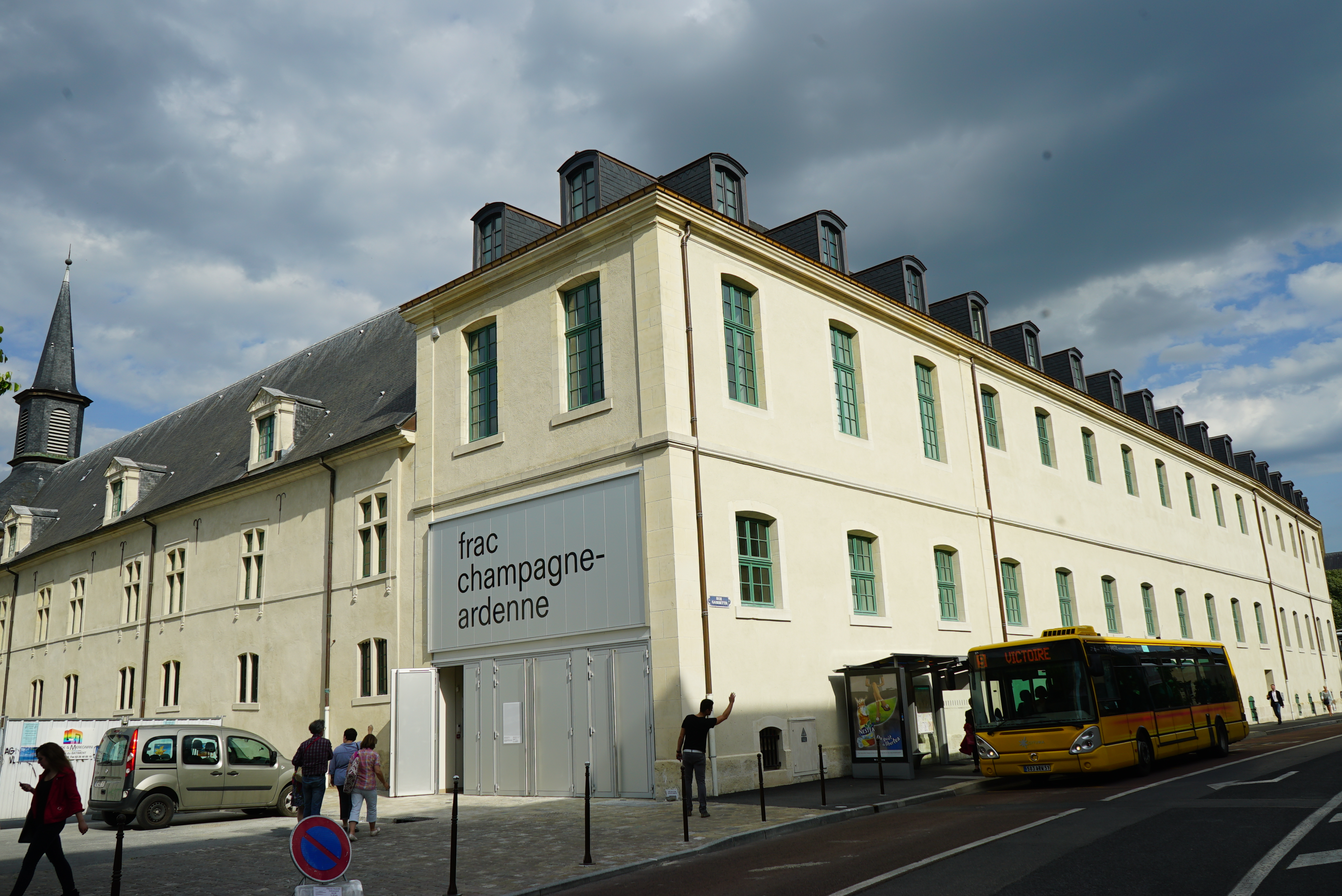
Le F.R.A.C. dans l'Ancien Collège des Jésuites de Reims,
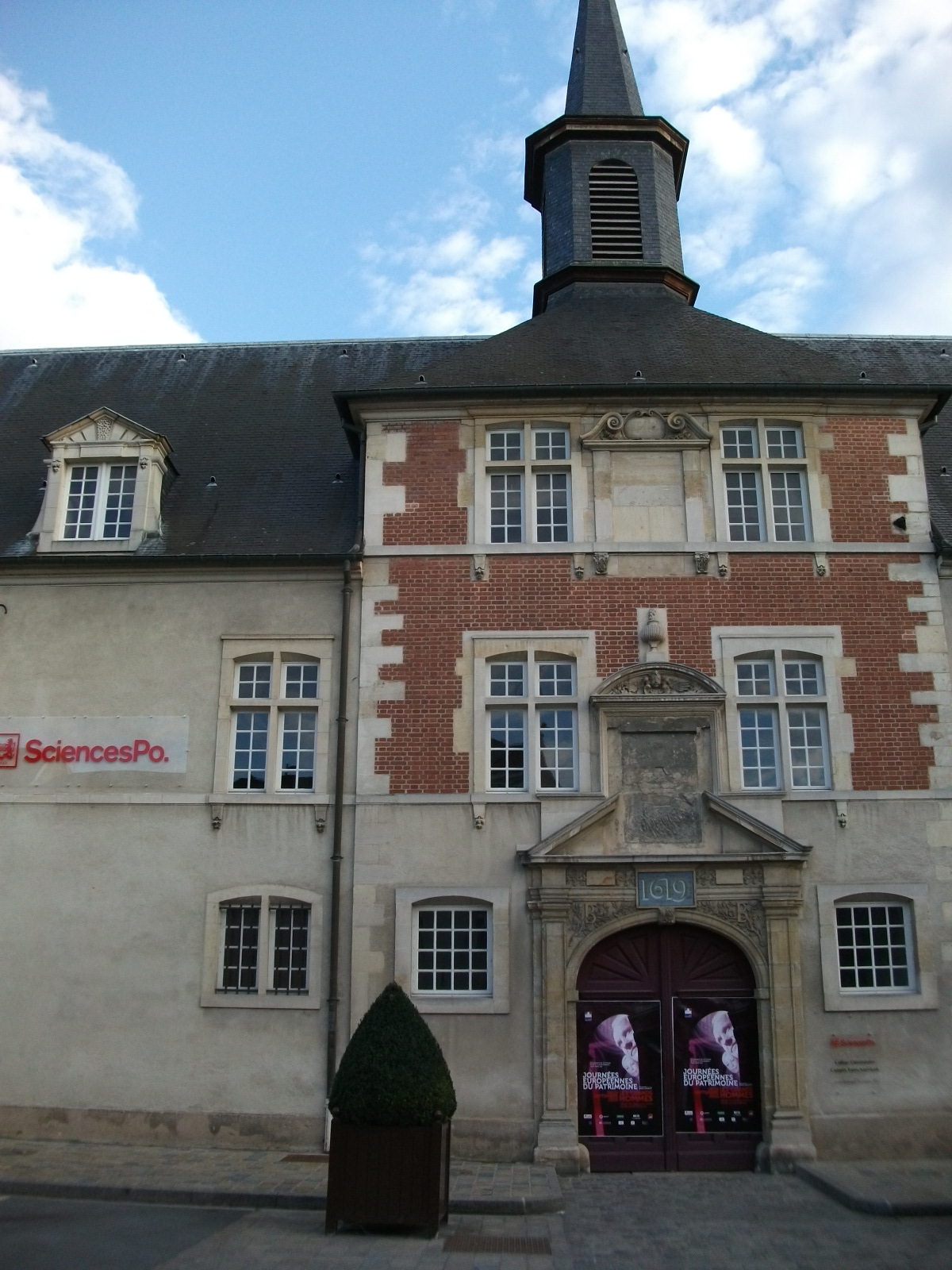
Ancien Collège des Jésuites de Reims, place Museux.